# Mario Dilitz
Mario Dilitz (* 1973 in Innsbruck) ist ein österreichischer Bildhauer.

## Leben
Mario Dilitz’ Vater weckte schon in jungen Jahren das Interesse seines Sohnes für die Arbeit mit Holz. Nach einer kurzen Karriere als Freestyle-Skifahrer, welche er nach einem schweren Unfall verletzungsbedingt früh abbrach, absolvierte er eine Ausbildung zum Holzbildhauer an der Fachschule für Holzbildhauer St. Ulrich in Italien und arbeitet seit 2004 als freischaffender Künstler.
Dilitz’ Werke wurden auf Kunstmessen wie der Artfair in Köln, der Masterpiece London VOLTA 14 in Basel der London Artfair oder der SWAB Barcelona ausgestellt. Er wohnt und arbeitet in München und Axams (Tirol).

## Allgemeines zum Werk
Dilitz’ figurative Skulpturen aus rotverleimten Lindenholz oder Bronze stellen meist detailgetreue, realistisch anmutende menschliche Körper dar. Die in sich gekehrt wirkenden, ausdrucksstarken Gesichter und oft leicht bekleideten Körper verarbeiten Dilitz' Eindrücke und Emotionen und sollen Stimmungen beim Betrachter wecken; sie sind nicht ein bloßes Abbild der Wirklichkeit. Existenzielle, menschliche Themen wie Schutz und Abwehr, Macht und Ohnmacht sind omnipräsente Themen in Dilitz' zeitgemäßem Werk.

Werke von Dilitz (Auswahl)
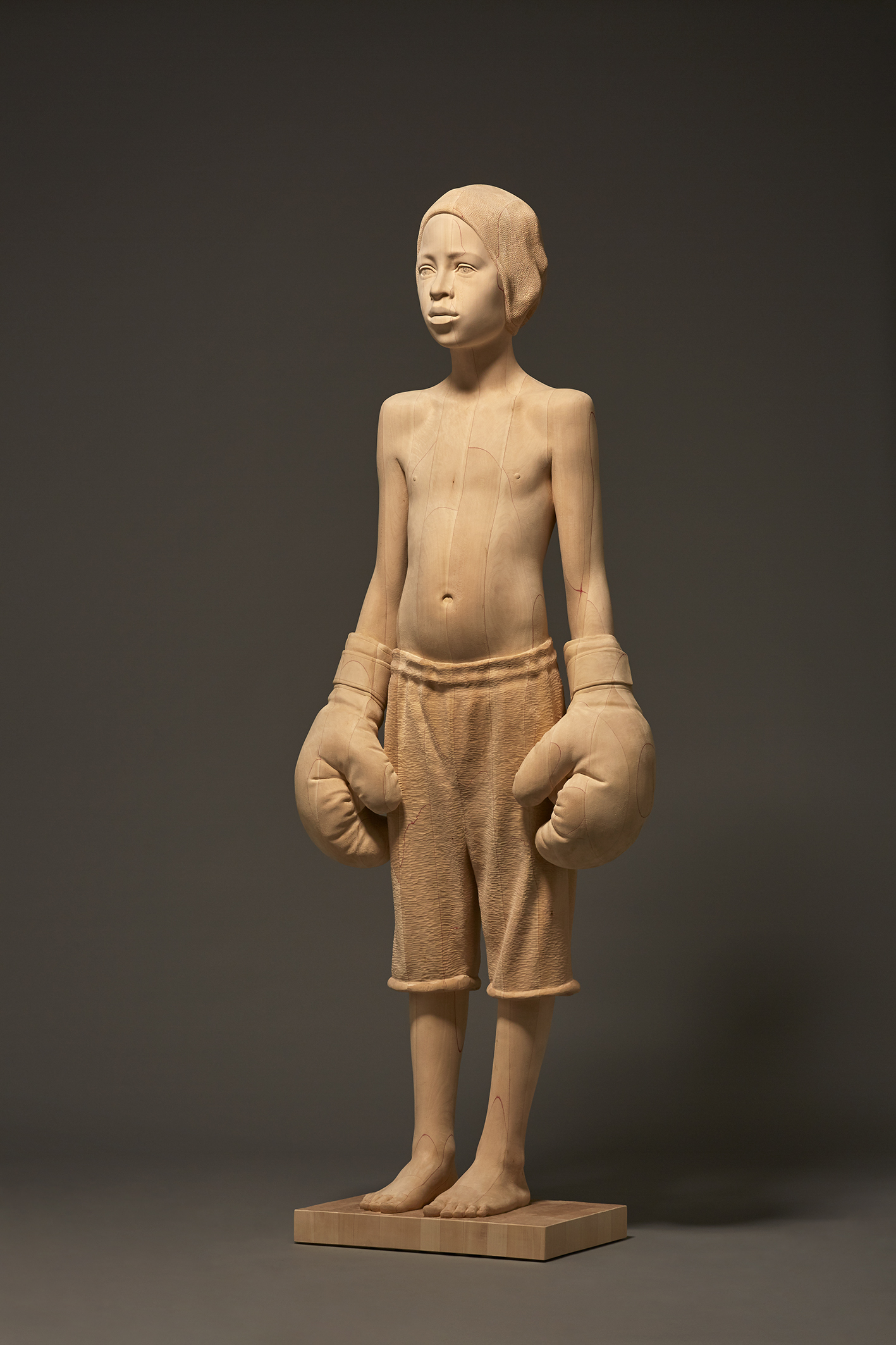
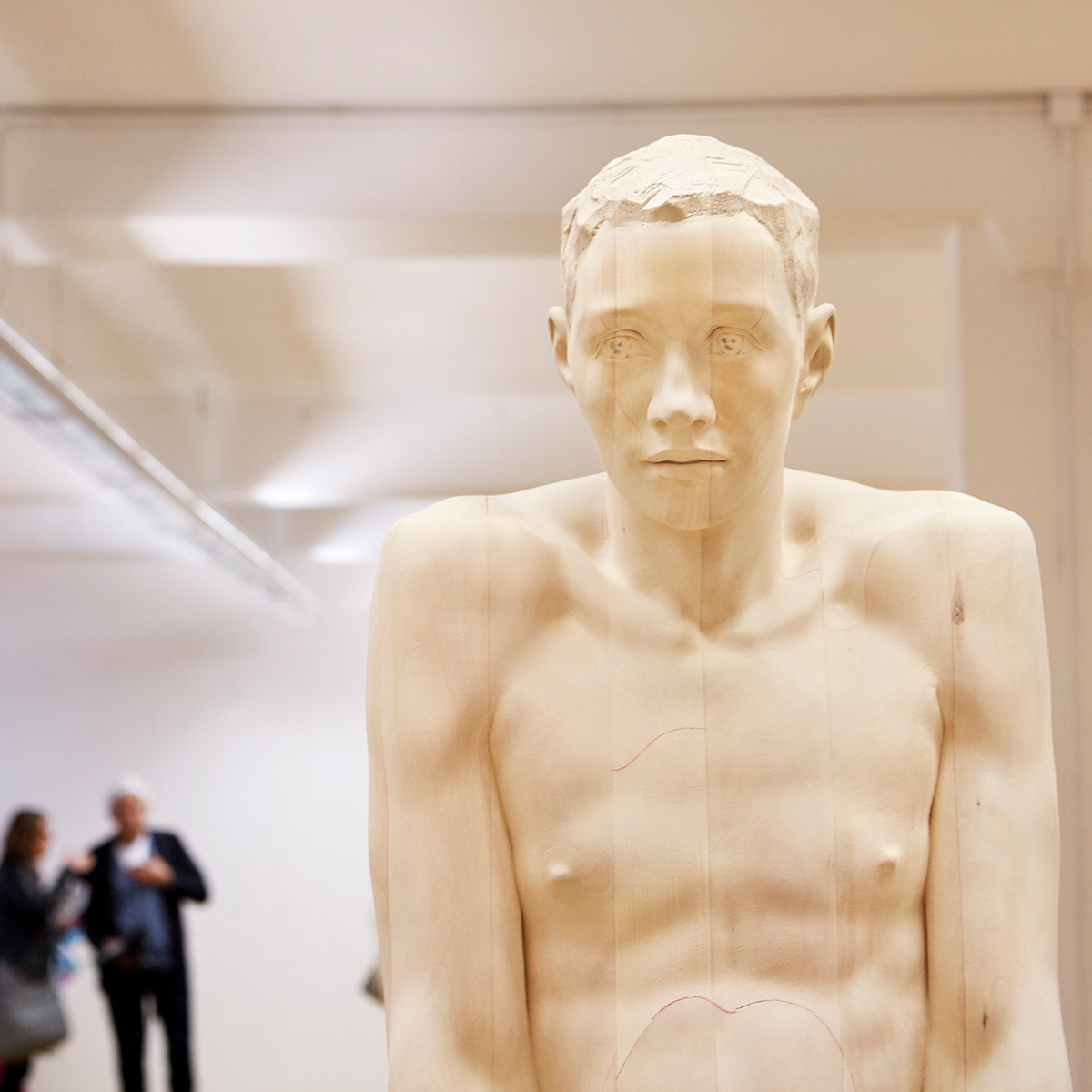
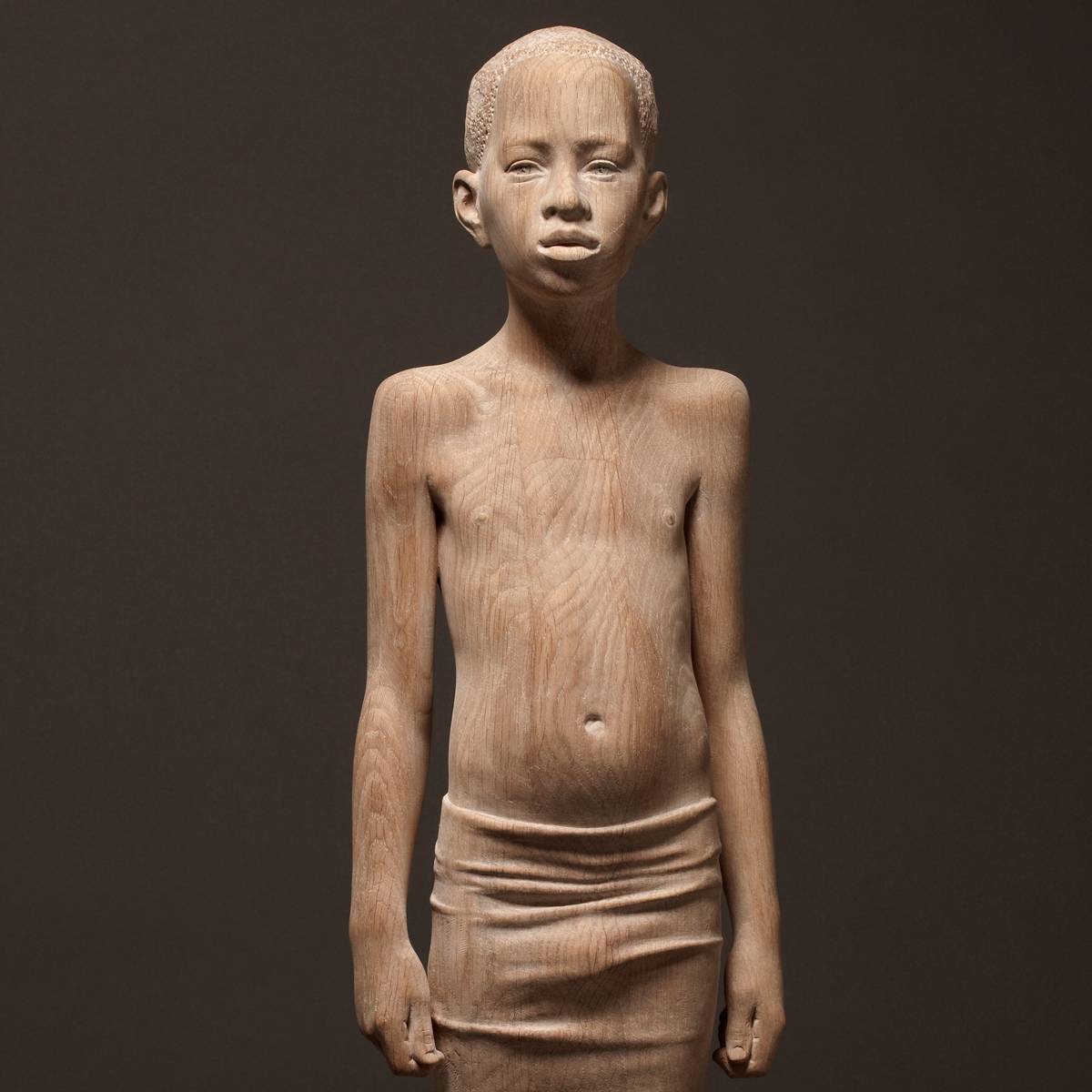
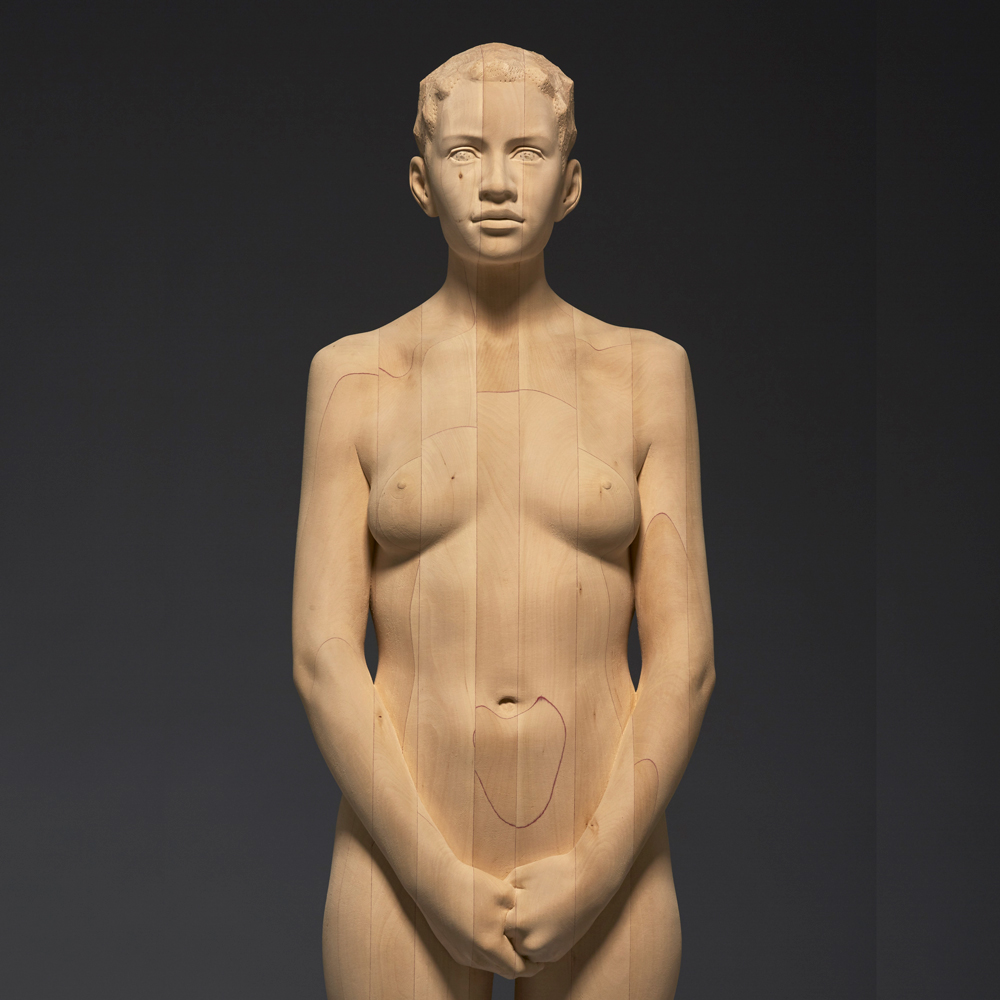

## Ausstellungen (Auswahl)
- 2018: Contemporary Sladmore Gallery, London, Vereinigtes Königreich, Einzelausstellung
- 2018: Gallery Victor Lope, Barcelona, Gruppenausstellung
- 2017: Artdepot, Innsbruck, Österreich, Einzelausstellung
- 2016: Galerie LKFF, Brüssel, Belgien, Gruppenausstellung
- 2016: Contemporary Sladmore Gallery, London, Vereinigtes Königreich, Gruppenausstellung
- 2015: Schweizerische Triennale der Skulptur, Bad Ragaz, Schweiz, Gruppenausstellung
- 2014: Mario Dilitz, Galleria Sacchetti, Ascona, Schweiz, Einzelausstellung